# Bistum Keimoes-Upington
Das Bistum Keimoes-Upington (lateinisch Dioecesis Keimoesana-Upingtonensis, afrikaans Bisdom van Keimoes-Upington, englisch Diocese of Keimoes-Upington) ist eine in Südafrika gelegene römisch-katholische Diözese mit Sitz in Keimoes.

## Geschichte
Das Bistum Keimoes-Upington wurde am 20. Juni 1885 durch Papst Leo XIII. aus Gebietsabtretungen der Apostolischen Präfektur Kap der Guten Hoffnung als Apostolische Präfektur Orange River errichtet. Am 2. Mai 1898 wurde die Apostolische Präfektur Orange River durch Leo XIII. zum Apostolischen Vikariat erhoben. Das Apostolische Vikariat Orange River gab am 7. Juli 1909 Teile seines Territoriums zur Gründung der Apostolischen Präfektur Groß-Namaqualand ab. Am 9. Juli 1940 wurde das Apostolische Vikariat Orange River in Apostolisches Vikariat Keimoes umbenannt. 
Das Apostolische Vikariat Keimoes wurde am 11. Januar 1951 durch Papst Pius XII. zum Bistum erhoben und dem Erzbistum Bloemfontein als Suffraganbistum unterstellt. Das Bistum Keimoes wurde am 8. Februar 1985 in Bistum Keimoes-Upington umbenannt.

## Ordinarien

### Apostolische Präfekten von Orange River
- Jean-Marie Simon OSFS, 1885–1898

### Apostolische Vikare von Orange River
- Jean-Marie Simon OSFS, 1898–1932
- Odilon Fages OSFS, 1932–1939

### Apostolische Vikare von Keimoes
- Henry Joseph Thünemann OSFS, 1940–1951

### Bischöfe von Keimoes
- Henry Joseph Thünemann OSFS, 1951–1962
- Franz Esser OSFS, 1962–1966
- John Baptist Minder OSFS, 1967–1985

### Bischöfe von Keimoes-Upington
- John Baptist Minder OSFS, 1985–2000
- Edward Gabriel Risi OMI, seit 2000